# Sandeidsfjorden
Sandeidfjorden er en fjord i Vindafjord kommune i Rogaland fylke i Norge. Fjorden er del af Krossfjorden og fortsætter mod nord, hvor Vindafjorden svinger mod øst. Fjorden er omtrent 9 kilometer lang og største dybde er 370 meter. Fylkesvei 46 går langs øst- og nordsiden af fjorden.
Inderst i fjorden ligger landsbyen Sandeid og længere ude på østsiden ligger Vikedal.
Fra Sandeid fører en lavning videre til Ølen, kommunecenteret i Vindafjord kommune, ca. 10 km mod nord.